# Église Saint-Ouen de Saint-Ouen-les-Vignes
Pour les articles homonymes, voir Église Saint-Ouen.
L'église Saint-Ouen de Saint-Ouen-les-Vignes est une église paroissiale du culte catholique dans la commune de Saint-Ouen-les-Vignes,  département français d'Indre-et-Loire.
Le bâtiment est classé au titre des monuments historiques en 1936.

## Localisation
L'église est construite dans le centre de Saint-Ouen-les-Vignes, sur la rive gauche de la Ramberge ; sa façade est tournée vers l'ouest et la rivière, son chœur vers l'est. Elle est établie sur la pente de la vallée de la rivière : le sol naturel se trouve à l'altitude de 69 m au niveau du portail et à 74,50 m au niveau du chœur.

## Histoire
La date de construction de l'église primitive qui est mentionnée dans des textes du milieu du XIe siècle, n'est pas connue. L'édifice est peut-être reconstruit à la fin du XIe ou au début du XIIe siècle.
De la fin du XVIe à celle du XVIIe siècle, les chantiers se succèdent : ajout d'un bas-côté au nord de la nef, construction d'un clocher et d'un porche en façade, édification d'une chapelle seigneuriale et d'une sacristie,.
Du XVIIIe au XXe siècle, l'état de l'édifice nécessite des réparations à plusieurs reprises mais les travaux les plus importants concernent la construction d'une abside à l'extrémité du chœur, terminée en 1890.
L'église est classée au titre des monuments historiques par arrêté du 8 janvier 1936 après avoir été inscrite en 1932.

## Description

### Décor et mobilier
Un vitrail du  XVIe siècle en forme de médaillon circulaire, représentant l'Éducation de la Vierge, est classé comme objet protégé ; il est percé dans le pignon de la première travée du bas-côté, qu'il éclaire,.

## Pour en savoir plus